# جون أ. موسى
جون أ. موسى (بالإنجليزية: John A. Moses)‏ هو قسيس ومؤرخ وأستاذ جامعي أسترالي، ولد في 10 يونيو 1930 في أثرتون في أستراليا.